# Jorge Semprún
Pour les articles homonymes, voir Semprun et Maura.
Semprún  Maura est un nom espagnol. Le premier nom de famille, en général paternel, est Semprún ; le second, en général maternel, souvent omis, est Maura.
Jorge Semprún Maura, né le 10 décembre 1923 à Madrid (Espagne) et mort le 7 juin 2011 à Paris 7e, (France), est un écrivain, scénariste et homme politique espagnol dont l'essentiel de l'œuvre littéraire est rédigé en français.

## Biographie
Jorge Semprún est issu d'une famille de la grande bourgeoisie espagnole. Sa mère, Susana Maura (morte en 1932), est la fille de l'homme politique libéral des années 1880-1925 Antonio Maura, président du gouvernement espagnol, et la sœur de Miguel Maura, ministre et républicain modéré. Son père, José María Semprún Gurrea (1893-1966), catholique et républicain, avocat et professeur de droit, a occupé pendant la deuxième république des fonctions de gouverneur civil de province (Tolède, Santander). Durant la guerre civile espagnole, il fut diplomate au service de la République espagnole à La Haye[source insuffisante]. Veuf, José María Semprún a épousé en secondes noces l'institutrice particulière qui enseignait à ses enfants.
En 1939, après la défaite des Républicains, la famille s'établit définitivement en France.

### Période de la guerre d'Espagne
Pendant le déclenchement de la guerre d'Espagne, en juillet 1936, la famille se trouve en vacances à Lekeitio, près de Bilbao ; elle gagne Bayonne à bord d'un chalutier, séjourne d'abord à Lestelle-Bétharram (Pyrénées-Atlantiques) dans la maison de Jean-Marie Soutou, un proche d'Esprit, revue dont José María Semprún était correspondant en Espagne, puis dans la région de Genève où il se voit offrir un poste diplomatique[réf. nécessaire] : du début de 1937 à février 1939, il représente la République espagnole aux Pays-Bas. Jorge et ses six frères et sœurs passent donc deux ans dans ce pays ; Jorge est scolarisé dans un lycée local et maîtrise, à cette époque, le néerlandais.

### Exil en France
Après la fermeture de la légation républicaine à La Haye, la famille s'exile en France ; Jorge termine ses études secondaires au lycée Henri-IV, à Paris ; il participe à la manifestation patriotique du 11 novembre 1940. En 1941, il obtient le 2e prix de philosophie au Concours général et est reçu au baccalauréat, puis commence des études de philosophie à la Sorbonne.

### Résistance
Il rejoint aussi la Résistance. Il entre en contact avec le réseau communiste des Francs-tireurs et partisans - Main-d'œuvre ouvrière immigrée (FTP-MOI) et entre au Parti communiste d'Espagne (PCE) en 1942. Il intègre, avec l'accord de la MOI, le réseau Jean-Marie Action, qui relève de l'organisation Buckmaster, c'est-à-dire la section France des services secrets britanniques (SOE),. Ce réseau, dirigé par Henri Frager, opère en Bourgogne en réceptionnant les parachutages d'armes et en les répartissant dans les maquis de l'Yonne et de la Côte-d'Or.

### Déportation
En septembre 1943, Jorge Semprún est arrêté par la Gestapo à Joigny alors qu'il est hébergé par Irène Chiot (qui sera elle aussi arrêtée) et, après un séjour à la prison d'Auxerre, est déporté au camp de concentration de Buchenwald. Après la période de quarantaine dans le Petit Camp, il est affecté par l'organisation communiste clandestine du camp à l'Arbeitsstatistik (l'administration du travail), sans toutefois entrer dans la catégorie des détenus privilégiés (Prominenten).
Dans cette organisation, il a pour supérieurs de futurs cadres des démocraties populaires : Josef Frank, Ladislav Holdoš (cs), Ernst Busse (de), Walter Bartel, Willi Seifert (de) (kapo de l'Arbeitsstatistik). Pour le compte du PCE, dont le leader dans le camp est Jaime Nieto (dit « Bolados »), il est chargé d'organiser des activités culturelles pour les déportés espagnols. Par ailleurs, il a l'occasion (pendant la demi-journée de repos du dimanche après-midi) de fréquenter le sociologue Maurice Halbwachs, ainsi que le sinologue Henri Maspero, eux aussi détenus à Buchenwald, jusqu'à ce qu'ils y meurent : Maurice Halbwachs meurt de la dysenterie.
Peu avant l'arrivée des troupes américaines du général Patton, il participe au soulèvement des déportés. Le camp est libéré le 11 avril 1945 ; Jorge Semprún est évacué le 26 et de retour à Paris à la fin du mois d'avril.

### Retour à la vie civile
Le retour à la vie civile est très difficile, avec notamment un incident de chute de train à l'arrivée en gare de Saint-Prix (où habite son père) en août 1945. Pendant un séjour dans le canton suisse du Tessin avec la famille de sa sœur Maribel (octobre 1945 à janvier 1946), il commence à mettre par écrit ses souvenirs de Buchenwald : il se rend compte que la poursuite de ce travail le mettrait en danger psychologiquement. Il prend alors la décision non seulement d'y mettre fin et de ne plus repenser à ce qui s'est passé durant ces années (il parle d'« amnésie volontaire »).
En 1947, il a un fils, Jaime, avec la comédienne Loleh Bellon.

### Polémique sur son activité militante en France
En 1998, Laure Adler publie une biographie de Marguerite Duras. Elle y explique qu'en 1950, Semprún aurait « dénoncé » Robert Antelme, Dionys Mascolo et Duras à la direction du Parti communiste pour avoir tenu des propos critiques à l'égard de plusieurs personnalités communistes, lors d'une conversation dans un café. Cette dénonciation aurait motivé l'exclusion d'Antelme, de Mascolo et celle de Duras.
Dans une lettre au journal Le Monde, Semprún conteste vigoureusement cette accusation tout en concédant que ces « propos de bistrot » ont pu être repris dans d'autres conversations du même genre, « personne n'ayant demandé le secret ou la retenue sur ces propos ». Il indique que seul Robert Antelme a été exclu, Duras et Mascolo ayant démissionné du Parti. Quelques jours plus tard, Monique Antelme, veuve de Robert Antelme, confirme les révélations de Laure Adler. Elle mentionne ainsi la présence de Jorge Semprún à la réunion au cours de laquelle « Perlican, secrétaire de la section du 6e arrondissement du PC, a lu (...) un rapport infamant, dirigé principalement contre Robert Antelme, et présenté comme ayant pour auteur Jorge Semprún ». À l'issue de cette réunion, Monique et Robert Antelme, ainsi que Bernard Guillochon, sont exclus du parti. Mascolo et Duras ont choisi préalablement de quitter le parti, en envoyant une lettre de démission et une lettre d'insultes. Dans son livre de souvenirs, Edgar Morin confirme les accusations de Monique Antelme.

### Parti communiste d'Espagne
Il reste un membre actif du PCE. Pendant quelques années, il milite tout en travaillant, principalement comme traducteur à l'UNESCO. En 1952, il devient permanent du parti affecté au travail clandestin en Espagne.
De 1953 à 1962, il coordonne la résistance communiste au régime de Franco, faisant plusieurs longs séjours dans l'État espagnol sous différents pseudonymes, notamment celui de « Federico Sánchez ». Il est plus particulièrement chargé des relations avec les milieux intellectuels.
Il entre au Comité central du PCE en 1954, puis au Comité exécutif (Bureau politique) en 1956. Il effectue aussi plusieurs missions dans les pays de l'Est, en particulier auprès de Dolores Ibárruri, Secrétaire général du parti, en janvier 1956 à Bucarest et de nouveau en 1959, à Ouspenskoie (URSS), avec Santiago Carrillo : c'est à ce moment que Dolores Ibárruri annonce à ses visiteurs sa démission du poste de Secrétaire général. Il devient à cette époque le numéro deux du parti, derrière Santiago Carrillo.
En 1962, Santiago Carrillo, devenu Secrétaire général, le retire du travail clandestin en Espagne.
Il est exclu du parti en 1964, en même temps que Fernando Claudín, lors d'une réunion plènière du Bureau politique du PCE dans un ancien chateau des rois de Boheme aux environs de Prague  (République popupaire de Tchécoslovaquie): S. Carrillo lui demande de faire son auto-critique concernant son attitude considérée comme dévianoniste; en effet; Semprun critique  la direction du PCE, pour sa vision archaique et idéalisée de l'Espagne, alors en cours de modernisation, et la politique triomphaliste du PCE. La raison invoquée pour son exclusion est : « "divergence de point de vue par rapport à la ligne du Parti"   », À partir de ce moment, il se consacre principalement à l'écriture.

### Action politique après 1964
En 1966, il demande aux autorités espagnoles un passeport officiel qui lui est accordé avec réticence, compte tenu de son passé. Il peut ainsi circuler librement entre l'Espagne et la France où il continue de résider. En 1969, Jorge Semprún participe à la création des éditions Champ libre aux côtés de Gérard Lebovici.
De 1988 à 1991, Jorge Semprún occupe le poste de ministre de la Culture dans le gouvernement socialiste de Felipe González. Dans cette fonction, il se trouve en conflit avec Alfonso Guerra, numéro 2 du PSOE (Parti socialiste ouvrier espagnol). En 1991, il quitte le gouvernement, Felipe González ayant décidé de couvrir des affaires de corruption incriminant Alfonso Guerra — c'est l'explication qu'il donne dans son ouvrage Federico Sánchez vous salue bien. Il apparaît cependant que Guerra, impliqué dans un scandale lié à l'enrichissement de son frère, a démissionné du gouvernement le 15 janvier 1991, soit en fait trois mois avant le remaniement qui voit le départ de Semprún. Celui-ci a durement critiqué Guerra, le considérant comme un « opportuniste sans autre ligne politique claire que celle de tenter de se situer de manière populiste et démagogique à la gauche de ceux qui sont à gauche ». Peut-être victime de son franc-parler, Jorge Semprún reste malgré tout en bonne intelligence avec Felipe González.
En 1989, il participe à la veillée funèbre de Dolores Ibárruri, ainsi que Fernando Claudín.

### Mort
Il meurt le 7 juin 2011 dans le 7e arrondissement de Paris. Il est inhumé « dans le drapeau républicain espagnol » à Garentreville, en Seine-et-Marne.

## Postérité
Jorge Semprún a inspiré de nombreux auteurs.
L'écrivain français Pablo Daniel Magee dit avoir été subjugué par sa rencontre avec Semprún lorsqu'il avait dix-sept ans, rencontre qui le pousse à vouer sa plume à la préservation de la mémoire historique en[pas clair] Amérique latine. Le premier opus de Magee est d'ailleurs préfacé par Costa-Gavras, avec lequel Semprun a collaboré comme scénariste sur deux de ses films les plus célèbres.

## Œuvre littéraire
L'œuvre romanesque de Jorge Semprún se répartit autour de quelques thèmes et des grands événements qui ont émaillé son existence. Beaucoup de ses ouvrages éminemment autobiographiques sont des témoignages, des réflexions sur la terrible expérience qu'il a vécue dans les locaux de la Gestapo à Paris, puis dans le camp de Buchenwald et sa difficile réadaptation : Le Grand Voyage, L'Évanouissement, Quel beau dimanche, Le mort qu'il faut, L'Écriture ou la Vie et Vingt ans et un jour.
D'autres retracent plutôt son parcours clandestin à l'époque du franquisme quand il était un membre éminent du PCE : Autobiographie de Federico Sanchez et La Deuxième Mort de Ramon Mercader.
Une autre catégorie importante concerne sa vie d'exilé en France et les années de l'après-franquisme : Adieu vive clarté…, Montand la vie continue, L'Algarabie, La Montagne blanche et Federico Sánchez vous salue bien.
Semprún affirme qu'après une tentative de suicide à la fin de 1945, il lui a été impossible d'écrire pendant de nombreuses années quoi que ce soit sur son expérience de déporté, afin de sauvegarder sa propre existence, mise en danger par l'écriture de l'indicible. Ce n'est qu'en juin 1957, frappé par l'incapacité de son logeur communiste à raconter sa propre déportation à Mathausen, qu'il ressent le déclic qui le fait accoucher en 3 semaines de son premier récit, celui de sa déportation à Buchenwald: Le grand voyage.
En revanche, il a écrit sur d'autres sujets ; lui-même cite dans l'Autobiographie de Federico Sanchezen espagnol : Autobiografía de Federico Sánchez, 1977 ; parue en français sous le titre en français : Autobiographie de Federico Sánchez, 1978) quelques textes de ceux qu'il a écrits durant cette période. C'est le cas par exemple de Soledad, une pièce de théâtre d'orientation communiste, ainsi que de nombreux poèmes, relevant du culte de la personnalité. Il ne considère cependant pas ces productions comme pourvues d'un grand intérêt et ne les cite que comme reflets d'une période politique, celle du stalinisme triomphant. En tout état de cause, avant Le Grand Voyage, l'activité d'écriture littéraire occupe une place très limitée dans son existence.

### Œuvres
- 1963 : Le Grand Voyage — prix Formentor ; prix littéraire de la Résistance
- 1967 : L'Évanouissement
- 1969 : La Deuxième Mort de Ramón Mercader — prix Femina
- 1976 : Autobiografía de Federico Sánchez (Autobiographie de Federico Sánchez) — prix Planeta 1977
- 1980 : Quel beau dimanche
- 1981 : L'Algarabie
- 1983 : Montand la vie continue, Denoël
- 1986 : La Montagne blanche
- 1987 : Netchaïev est de retour
- 1993 : Federico Sánchez vous salue bien
- 1994 : L'Écriture ou la Vie — prix Femina Vacaresco
- 1995 : Mal et Modernité
- 1995 : Se taire est impossible, avec Elie Wiesel
- 1998 : Adieu, vive clarté
- 1998 : Le Retour de Carola Neher et le Manteau d'Arlequin
- 2001 : Le Mort qu'il faut — prix des Charmettes J.-J. Rousseau 2001
- 2002 : Les Sandales, Mercure de France[27]
- 2003 : Veinte años y un día (Vingt ans et un jour)
- 2005 : L'Homme européen, avec Dominique de Villepin, Perrin, coll. « Tempus », 2006
- 2008 : Où va la gauche ?, Flammarion
- 2010 : Une tombe au creux des nuages, essais sur l'Europe d'hier et d'aujourd'hui[28],[29],[30], collection Climats, Flammarion
- 2012 : Exercices de survie, Gallimard[31]
- 2013 : Le Langage est ma patrie, Éditions Buchet/Chastel

### Autres ouvrages
- Une morale de résistance : Husserl, Bloch, Orwell, Jorge Semprún, Bibliothèque nationale de France, 10/2002.
- Grandeur et modestie de l'engagement, Jorge Semprún, Éditions Descartes et Cie, 11/2005.
- De l'exil à l'oubli : Camps de réfugiés espagnols en France (1936-1939), Jorge Semprún, Éditions Hugo et Compagnie, 02/2006.
- Picasso : L'homme aux mille masques, Jorge Semprún, María Teresa Ocaña, Jean-Paul Barbier-Mueller, Pierre Daix, Éditions Somogy, 05/2006.
- Espagnol : Collège / Lycée, Jorge Semprún, Annie Bertrand, Malika Cessac, Andrée Paul, Éditions De La Cite, 08/2004
- Chroniques d'ailleurs, Paul Steinberg, Jorge Semprún, Éditions Ramsay, 01/2007.

### Articles
- « Léon Blum et le oui à l'Europe », Jorge Semprún, Le Nouvel Observateur, article du 31 mars 2005 en pages 40–42.

Résumé : Point de vue en 2005, de Jorge Semprún sur la constitution européenne en rappelant l'engagement de Léon Blum pour l'Europe dès 1948 avec extraits de textes de Léon Blum.
- « L'indicible, c'est ce qu'on ne peut pas taire », Jorge Semprún et Alexandre Lacroix, article dans Philo Éditions, avril 2006.

Résumé : À partir de la sortie du film Être sans destin adapté par l'auteur du livre Imre Kertész, Jorge Semprún réfléchit sur les difficultés d'adaptation et de la diffusion de l'expérience concentrationnaire.
- « El frentismo todavía lastra a España », Jorge Semprún et Lluis Amiguet, Société maubeugeoise d'édition, 18/04/2007.

Résumé : Lors d'une interview, Semprún compare la vie politique en France et en Espagne.

## Œuvre cinématographique

### Filmographie

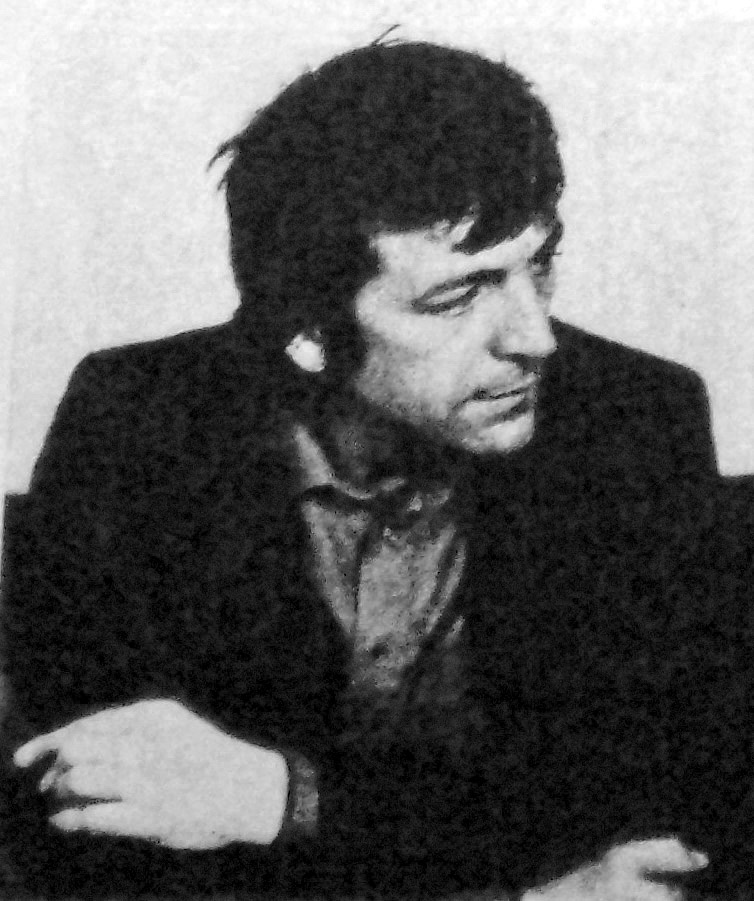
Jorge Semprún écrit le scénario de plusieurs films de Costa-Gavras (ici vers 1970).

Scénariste, sauf mention particulière

#### Cinéma
- 1966 : Objectif 500 millions de Pierre Schoendoerffer
- 1966 : La Guerre est finie d'Alain Resnais
- 1969 : Z de Costa-Gavras
- 1970 : L'Aveu de Costa-Gavras
- 1972 : L'Attentat d'Yves Boisset
- 1974 : Les Deux mémoires[32] : réalisation et scénario[N 14]
- 1974 : Stavisky d'Alain Resnais
- 1975 : Section spéciale de Costa-Gavras
- 1976 : Une femme à sa fenêtre de Pierre Granier-Deferre
- 1978 : Les Routes du sud de Joseph Losey
- 1986 : Les Trottoirs de Saturne de Hugo Santiago
- 1991 : Netchaïev est de retour de Jacques Deray : adaptation de son roman par Dan Franck et Jacques Deray
- 1997 : K d'Alexandre Arcady

#### Télévision
- 1995 : L'Affaire Dreyfus d'Yves Boisset
- 2010 : Ah, c'était ça la vie ! de Franck Apprederis
- 2011 : Le Temps du silence de Franck Apprederis

### Divers
- 1967 : Je t'aime, je t'aime d'Alain Resnais (rôle)
- 1998 : Che : Muerte de la utopia? documentaire de Fernando Birri (témoignage)
- 2005 : Dionisio Ridruejo, la forja de un demócrata documentaire de Pilar Serrano (témoignage)
- 2008 : Bucarest, la memòria perduda documentaire d'Albert Solé (témoignage)
- 2009 : La Traversée du désir d'Arielle Dombasle (témoignage)
- 2009 : Les Chemins de la mémoire (Los caminos de la memoria) documentaire de José Luis Peñafuerte (témoignage)

## Distinctions
Jorge Semprún a écrit des romans, des récits autobiographiques, des pièces de théâtre et des scénarios, pour lesquels il a reçu plusieurs récompenses. Un thème récurrent de son œuvre est la dénonciation de l'horreur de la guerre, et notamment des camps de concentration.

### Prix littéraires
- 1963 : Prix Formentor pour Le Grand Voyage
- 1964 : prix littéraire de la Résistance pour Le Grand Voyage
- 1969 : prix Femina pour La Deuxième Mort de Ramón Mercader[1]
- 1977 : Prix Planeta pour Autobiografía de Federico Sánchez
- 1994 : Prix de la paix des libraires allemands pour L'Écriture ou la Vie
- 1994 : prix Fémina Vacaresco pour L'Écriture ou la Vie
- 1995 : prix littéraire des droits de l'Homme pour L'Écriture ou la Vie
- 1995 : Prix Louis-Guilloux pour L'Écriture ou la Vie
- 1995 : prix de la ville de Weimar
- 1997 : Prix Jérusalem
- 1999 : prix Nonino (Italie)
- 2001 : prix Jean-Monnet de littérature européenne du département de la Charente[33] pour son ouvrage Le mort qu'il faut
- 2003 : Médaille Goethe
- 2004 : prix Ulysse pour l'ensemble de son œuvre[1]
- 2006 : Prix de l'État autrichien pour la littérature européenne
- 2007, il reçoit la Médaille d'or du mérite des beaux-arts par le Ministère de l'Éducation, de la Culture et des Sports[34].

### Récompenses cinématographiques
- 1968 : Nomination aux Oscar du meilleur scénario original pour La guerre est finie
- 1969 : Nomination aux British Academy Film Award du meilleur scénario pour Z
- 1970 : prix Edgar-Allan-Poe du meilleur scénario pour Z
- 1970 : Nomination aux Oscar du meilleur scénario adapté pour Z

### Honneurs
- 1996 : élection à l'académie Goncourt[N 15],[1] au couvert d'Hervé Bazin.
- 2000 : docteur honoris causa de l'université Paris-Est Marne-la-Vallée[36]
- 2005 : docteur honoris causa de l'université Catholique de Louvain-la-Neuve
- 2007 : docteur honoris causa de l'université Rennes 2 Haute Bretagne, le 30 novembre 2007[1].

### Décorations
- Creu de Sant Jordi en 1995
- Médaille d'or du mérite des beaux-arts d'Espagne en 2008
- Grand-croix de l'Ordre de Charles III d'Espagne en 1993
- Commandeur de l'ordre des Arts et des Lettres Il est fait commandeur le 26 janvier 1995[37].
- Membre de l'Ordre des Arts et des Lettres d'Espagne (en)

### Hommages
- La promotion du baccalauréat 2014 du lycée Henri-IV portera le nom de Jorge Semprún afin de rendre hommage à son prestigieux ancien élève.
- Rue Jorge-Semprún à Paris 12e, Toulouse, Vénissieux, Juvisy-sur-Orge, avenue Jorge-Semprún à Rennes, Jorge-Semprún-Platz à Weimar.
- Créée en 2012, l'association des Amis de Jorge Semprún avait pour objectif « de perpétuer le souvenir de Jorge Semprún, mais aussi [d']être un lieu vivant de rencontre, de discussion, de débats, de conférences et colloques, de recherche sur l’homme, Jorge Semprún et sur ses engagements, ses combats ». Elle a été dissoute 16 avril 2024[38].
- Un collège porte son nom dans la ville de Gueugnon[39].